# Theodor Heuss (Schiff, 1960)
Die Theodor Heuss ist ein 1960 gebautes Binnenfahrgastschiff, das zunächst für Ausflugsfahrten im Oberen Mittelrheintal eingesetzt wurde. 1995 wurde es an die Mosel verkauft und fährt seitdem dort auf der Mittelmosel.

## Geschichte
Auf Bestellung der Bingen-Rüdesheimer Fähr- und Schifffahrtsgesellschaft aus Bingen am Rhein baute die Weserwerft Minden in Minden 1960 unter der Baunummer 3239 eine vorhandene Schiffsschale komplett zu einem neuen Fahrgastschiff auf. Von welchem Schiff die Schiffsschale stammte, ist nicht überliefert. In der Literatur wird dieser Neuaufbau zumeist mit einem Neubau gleichgesetzt. Für die Werft ist dieses Schiff der einzige nachgewiesene Bau eines Binnenfahrgastschiffes.
Bei der Ablieferung an die „Bingen-Rüdesheimer“ wurde das Schiff am 30. April 1960 von Altbundespräsident Theodor Heuss auf den Namen Theodor Heuss getauft. Heimathafen des Schiffes wurde der Sitz der Reederei in Bingen. Bei der Genossenschaft am Rhein war das neuaufgebaute Schiff bei der Indienststellung nach den kleineren Schiffen Vater Rhein und Rex Rhenus das größte und modernste Fahrgastschiff für den zunehmenden Ausflugsverkehr auf dem Rhein und zugleich lange Zeit das Flaggschiff.
Von Bingen und Rüdesheim aus setzte die Reederei die Theodor Heuss im Sommerhalbjahr für Rundfahrten in der Region ein, zusätzlich stand das Schiff für Charterfahrten zur Verfügung. Im Jahr 1968 wurde die Theodor Heuss auf der Germersheimer Schiffswerft im rheinland-pfälzischen Germersheim umgebaut, ohne dass Informationen über die Art des Umbaus vorliegen. 1995 verkaufte die Reederei das Schiff und ersetzte sie im gleichen Jahr durch den auf der Lux-Werft bestellten Neubau Vater Rhein.
Käufer des Schiffes war die Personenschifffahrt Gebr. Kolb aus Briedern an der Mosel, die dort mit knapp 30 Schiffen die größte Reederei in der Fahrgastschifffahrt ist. Sie behielt den Namen des Schiffes bei und registrierte die Theodor Heuss in Traben-Trarbach. Von dort sowie von Bernkastel-Kues ist das Schiff seit 1995 in Fahrt und wird im Bereich Mittelmosel für Rundfahrten, Tages- und Halbtagesfahrten sowie Eventfahrten eingesetzt. Darüber hinaus kann das Schiff gechartert werden.

## Das Schiff
Die Theodor Heuss ist 54,00 Meter lang und 8,04 Meter breit. Der Tiefgang beträgt 1,00 Meter. Angetrieben wurde das Schiff zunächst von zwei Deutz-Dieselmotoren mit jeweils 230 PS. Für das Jahr 2000 wird in der Literatur eine Motorleistung von 570 PS und im Jahr 2010 von ca. 660 PS genannt. Das Schiff war anfangs für 800 Passagiere zugelassen, heute dürfen 500 Fahrgäste befördert werden.